# Dorymyrmex silvestrii
Dorymyrmex silvestrii är en myrart som beskrevs av José María Alfono Félix Gallardo 1916. Dorymyrmex silvestrii ingår i släktet Dorymyrmex och familjen myror. Inga underarter finns listade i Catalogue of Life.